# Dhammasangani
Dhammasangani (pāli: Dhammasaṅgaṇi, Dhammasaṅgaṇī; Wyliczenie fenomenów) – tekst buddyjski, będący częścią Kanonu palijskiego buddyzmu therawady. Jest umieszczony wśród tekstów Abhidhamma Pitaka (pāli: abhidhammapiṭaka) – jednego z trzech "koszy" (pāli: piṭaka), które składają się na Kanon palijski.

## Tłumaczenia angielskieDhammasangani
- A Buddhist Manual of Psychological Ethics, tłum. C. A. F. Rhys Davids, Royal Asiatic Society, 1900; przedruk z poprawkami: Pali Text Society [1], Bristol
- Tłum. U Kyaw Khine, Department for the Promotion and Propagation of the Sasana, Rangoon, ?1996; przedruk: Sri Satguru Pubns, Delhi, 2 tomy

## Zawartość tekstu
Dhammasanghani wylicza wszystkie paramattha dhamma (pāli) (pol. ostateczne/podstawowe rzeczywistości), które można znaleźć we wszechświecie.
Księga zaczyna się matiką (pāli: matika – matryca), która jest listą klasyfikacji dhamm (pāli: dhamma). Termin dhamma tłumaczy się na różne sposoby, np. idea, fenomen, stan, wzorzec itd. 
Zgodnie z jednym z wyliczeń istnieją następujące dhammy:
- 52 cetasika (czynniki mentalne), które powstają łącznie w różnych kombinacjach, przyczyniając się do powstania...
- ...89 różnych citta (stanów świadomości)
- 4 podstawowe elementy materii oraz 23 fizyczne fenomeny z nich wyprowadzane
- Nibbana

Księga zawiera 22 trojakie klasyfikacje, a następnie 100 dwojakich, stosownie do metody abhidhammy. Zawiera też 42 klasyfikacje, oparte na metodach sutty (pāli: sutta).
Część główna tekstu dzieli się na cztery części:
1. Część pierwsza zajmuje się stanami umysłu, wyliczając i definiując czynniki, które są w nim obecne.
2. Druga opisuje materialne fenomeny, klasyfikując je numerycznie - jako pojedyncze, podwójne, trójki itd.
3. Trzecia część tłumaczy klasyfikację w matice (pāli: matika) na podstawie części 1. i 2.
4. Czwarta podobnie, ale w inny i czasami bardziej szczegółowy sposób. Pomija też dwójkową metodę klasyfikacji według sutty. Ta czwarta część jest zwykle pomijana w starych tłumaczeniach, które załączają tylko krótkie wyciągi z tej części tekstu. Nowe tłumaczenie jest pełne.